# Comuna de Klucze
Klucze (polaco: Gmina Klucze) é uma gminy (comuna) na Polónia, na voivodia de Pequena Polónia e no condado de Olkuski.
De acordo com os censos de 2004, a comuna tem 15 000 habitantes.

## Área
Estende-se por uma área de 119,3 km².

## Subdivisões
- Klucze, Bogucin Duży, Jaroszowiec, Zalesie Golczowskie, Golczowice, Cieślin, Kolbark, Bydlin, Krzywopłoty, Kwaśniów Górny, Kwaśniów Dolny, Ryczówek, Hucisko Kwaśniowskie, Rodaki, Chechło